# Кулаки в кишені (фільм, 1965)
«Кулаки в кишені» (італ. I pugni in tasca) — італійський драматичний фільм 1965 року — дебют режисера Марка Белокйо. Фільм був внесений до списку 100 італійських фільмів, які потрібно зберегти, від післявоєнних до вісімдесятих років.

## Сюжет
Августо (Маріно Мазе) працює адвокатом у П'яченці. У нього є наречена, з якою він хоче одружитися, але за містом у великому будинку в Апеннінах, живуть його сестра Джулія (Паола Пітагора) з двома хворими братами та сліпою матір'ю (Ліліана Джераче), яких він змушений отримувати. Молодший брат Алесандро (Лю  Кастель) хоче допомогти Августо одружитися, але його хворий мозок знаходить дуже дивний спосіб вирішення цієї проблеми.

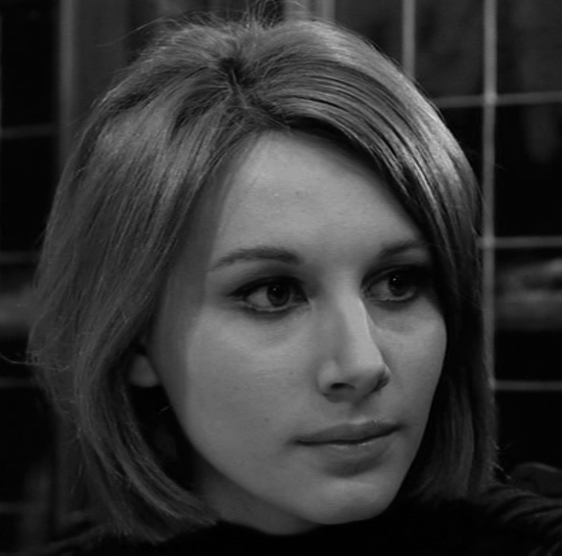
Паола Пітагора у ролі Джулії

## Ролі виконують
- Лю Кастель[it] — Алесандро
- Паола Пітагора — Джулія
- Маріно Мазе[it] — Августо
- Ліліана Джераче[it] — мама

## Нагороди
- 1965 Нагорода Венеційського кінофестивалю:
  - приз міста Імола — Марко Белокйо
- 1965 Нагорода Міжнародного кінофестивалю у Локарно:
  - приз «Срібний парус» (Argento Sail) — Марко Белокйо
- 1966 Премія «Срібна стрічка» Італійського національного синдикату кіножурналістів:
  - за найкращий сюжет — Марко Белокйо
- 1966 Премія «Золотий кубок»:
  - приз «Таріль» (Plate) — Марко Белокйо
- 1969 Премія Національної спілки кінокритиків США (NSFC):
  - за 3-тє місце серед найкращих акторок другого плану[en] — Паола Пітагора